# 齐勒河畔布鲁克
齐勒河畔布鲁克是奥地利蒂罗尔州施瓦茨县的一个市镇。总面积6.01平方公里，总人口958人，人口密度159.4人/平方公里（2005年）。